# Buddusò
Buddusò là một đô thị ở tỉnh Sassari trong vùng Sardegna, có khoảng cách khoảng 150 km về phía bắc của Cagliari và cách khoảng 45 km về phía tây nam của Olbia. Tại thời điểm ngày 31 tháng 12 năm 2004, đô thị này có dân số 4.088 người và diện tích là 218.2 km².
Buddusò giáp các đô thị: Alà dei Sardi, Bitti, Oschiri, Osidda, Pattada.